# 天竺徳兵衛

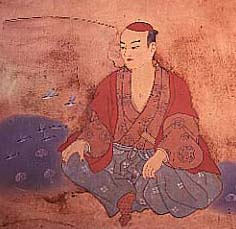
天竺徳兵衛

天竺 徳兵衛（てんじく とくべえ、慶長17年（1612年）? - ?）は、江戸時代前期の人物。播磨国高砂（現在の兵庫県高砂市）の人。日本人の海外渡航が禁止される以前の寛永年間、10代で朱印船に乗り、当時「天竺」と認識されていたシャム（現在のタイ、当時はアユタヤ王朝）へ2度にわたって渡航した。晩年に剃髪して宗心を名乗り、かつての海外渡航での見聞をまとめたとされる。
いわゆる「鎖国」下の海外への関心・興味の中で、その海外渡航譚は写本が重ねられ、虚実の入り混じった形で流布した。高砂の徳兵衛は「近世社会で最も知られた、海外渡航を経験した人物の一人」となり、やがて「天竺徳兵衛」の異名で語られる、娯楽性を強めた物語の主人公となった。さらに浄瑠璃や歌舞伎などの作品では、先行キャラクターの要素を取り込んだことで「日本転覆を目指す蝦蟇の妖術使い」として登場することとなり、「天竺徳兵衛もの（天徳もの）」と呼ばれる一ジャンルを生み出した。

## 高砂船頭町の徳兵衛の事績
高砂の徳兵衛について知ることができる直接の情報源は、晩年の徳兵衛本人がまとめたとされる渡航譚のみである（『天竺徳兵衛物語』『天竺渡海物語』『天竺物語』『渡天物語』などの名称でも呼ばれるが、本項では「渡航譚」とする）。渡航譚には多くの写本が作成されているが、語られている内容はもとより、末尾に記された「原本」が作成されたとする年代、初めて天竺に渡航した年、天竺に渡航した回数などにもばらつきがある。徳兵衛を実在人物としてその事績を知る上では、まず渡航譚そのものの信憑性・真実性が問われることになる。
本節では、国会図書館蔵『高砂舟頭町徳兵衛天竺へ渡り候物語』（「大船庵」による翻刻・現代語訳も参照）に基づいて徳兵衛の事績を紹介する。この写本は「原本」成立の時期が古いと考えられる元禄7年（1694年）の年記のある写本の一冊であるが、「原本」に最も近い写本であると立証されているわけではないことには留意されたい。それ以外の伝承については、次節「虚実のあいだの「天竺徳兵衛」」で、渡航譚のさまざまな写本をめぐる研究については「徳兵衛の渡航譚の検討」節で詳述する。

### 『高砂舟頭町徳兵衛天竺へ渡り候物語』の記載

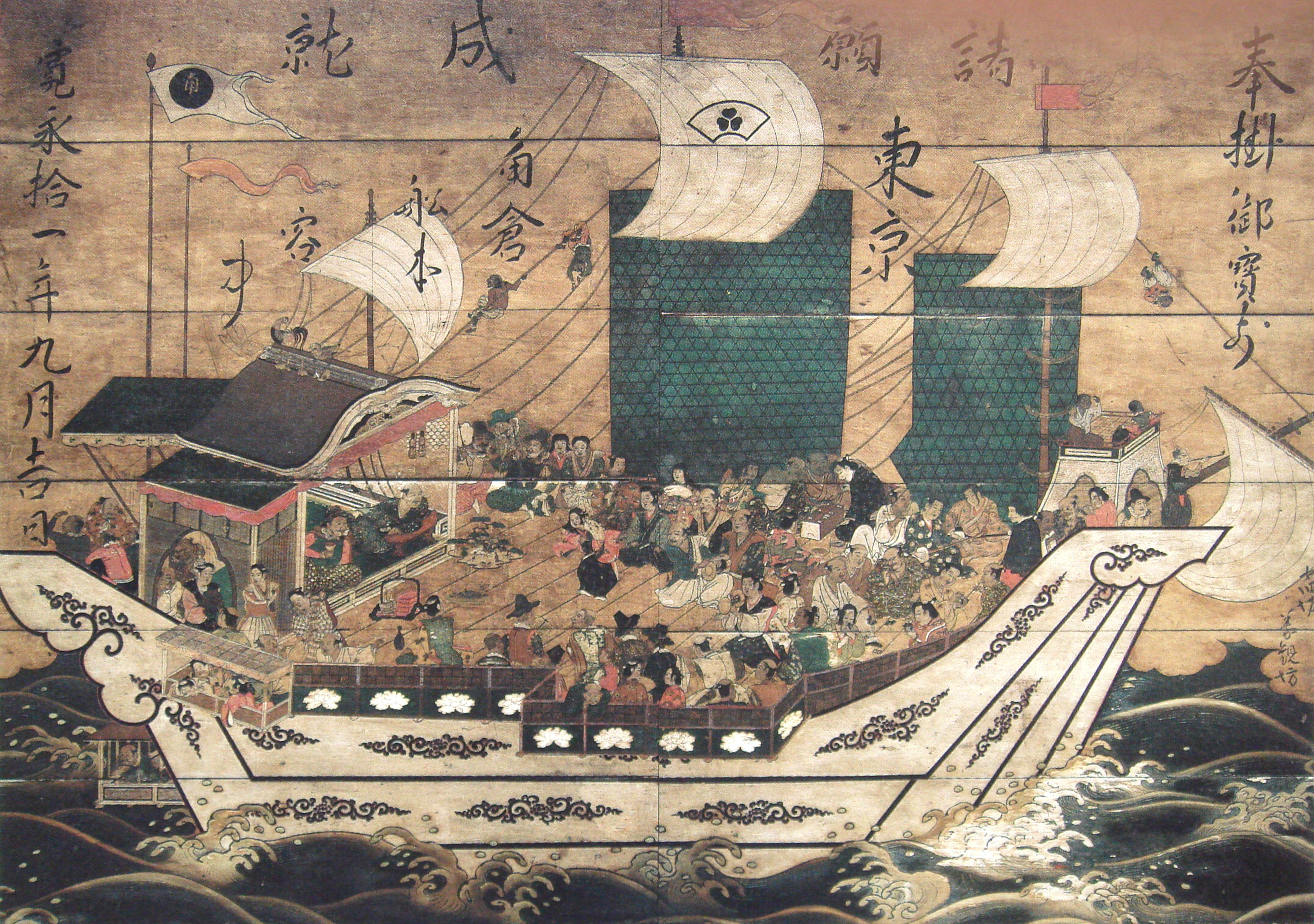
角倉船。寛永11年（1634年）に清水寺に奉納された絵馬に描かれた朱印船。

この渡航譚は、高砂船頭町（原本では「舟頭町」とある。現在の兵庫県高砂市船頭町）の住人である徳兵衛が、自らの見聞を語るものである。必ずしも順序だって記述されてはおらず、箇条書きのような形でさまざまな事柄の記載がなされ、時系列の前後や記述の重複もある。
なお、「船頭町」は徳兵衛が居住していた町の名であって、徳兵衛は船頭として渡航したわけではない。徳兵衛は一般的に「商人」と説明され、「貿易商」、「海外貿易家」などと説明されることもある。ただし、初航海時の職分は「書役」であり、「天竺」で探検や交易活動に情熱を注いだということも渡航譚からは窺えない。こうしたことから「探検家」や「海外貿易家」といった肩書きで人物を理解することには疑義も示されている。

#### 年代について
渡航譚の末尾に、徳兵衛の初渡航は寛永3年（1626年）の15歳の時であり、元禄7年（1694年）はそれから69年経過していると記載する（この元禄7年が「原本」成立の年記と見なされる）。初渡航時の年号と年齢の記述から、徳兵衛は慶長17年（1612年）誕生と算出される。

#### 2度の航海

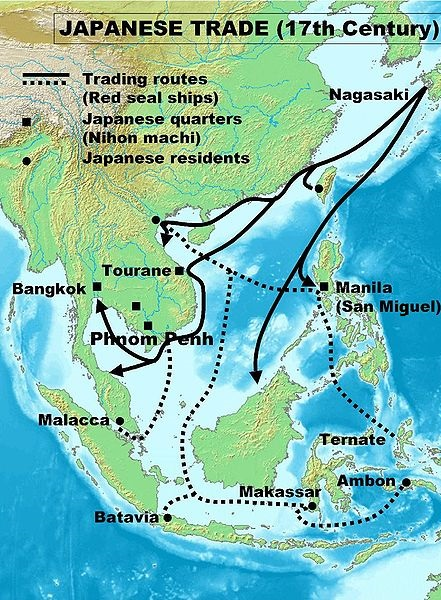
17世紀の日本の貿易航路を描いた地図。徳兵衛の渡航譚の航路描写は、上図で長崎からタイに向かう黒線のルートをおおむね示している。

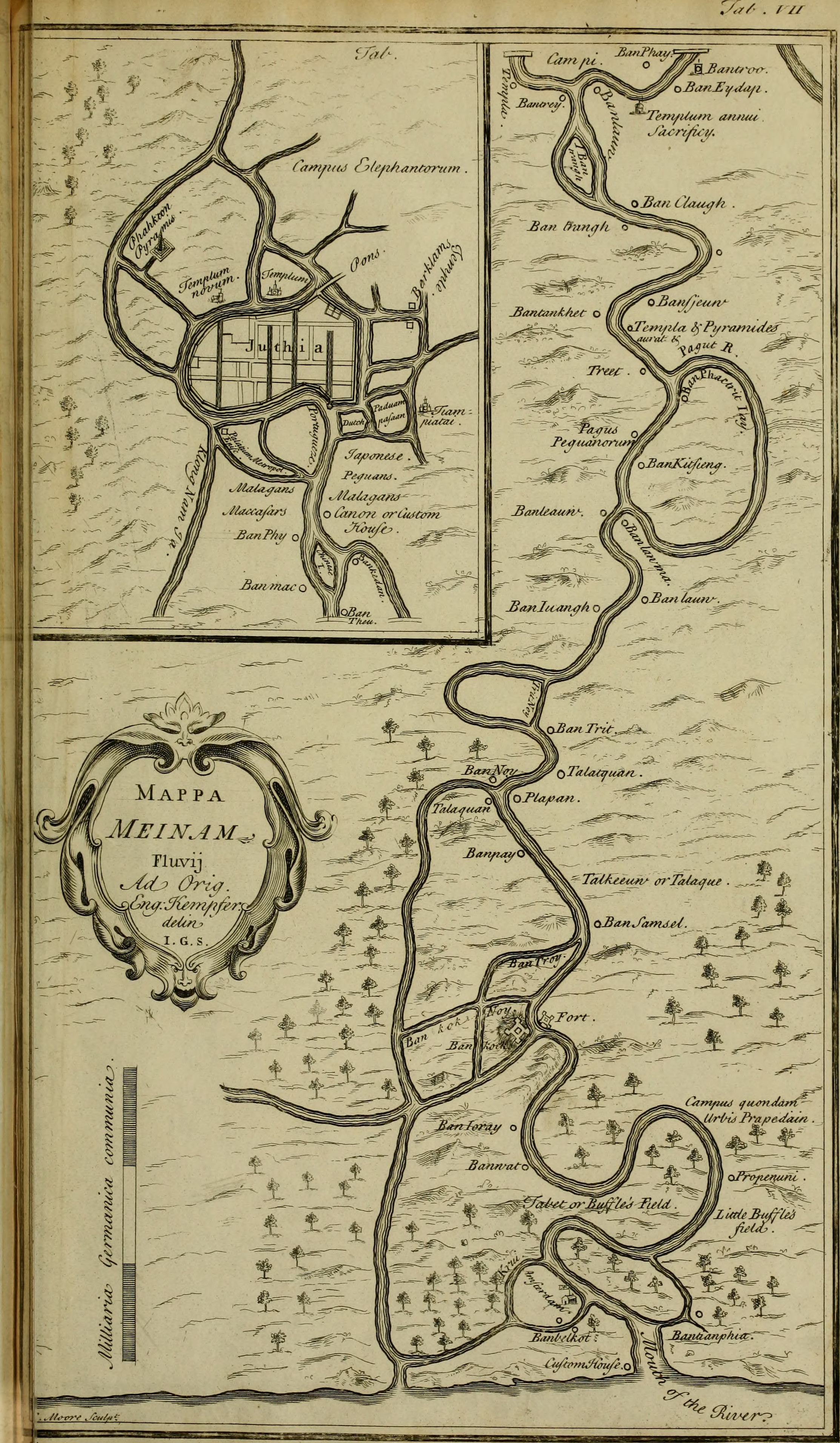
ケンペル『日本誌』に収録されたチャオプラヤー川沿いの地図。Juthia（アユタヤ）近郊の寺院に "Tiampiatai"の名を付し、河口付近に"Bantianphia"の地名を載せる。

徳兵衛は寛永3年（1626年）、15歳の時に、京都の朱印船貿易家・角倉与市（角倉素庵）が所有する船の船頭・前橋清兵衛に書役として雇われて乗船した。前橋清兵衛は大坂の船頭で、塩屋道薫のもとに出入りしていた人物であり、塩屋道薫は「淀や孝安」（淀屋个庵か）・「大塚や心斎」とともに大坂の大年寄の一人であった。
寛永3年10月16日（グレゴリオ暦：1626年12月4日）、長崎の福田港を出帆した船は、翌年3月3日（1627年4月18日）に「まかた国」（後述）の「りうさ川はんてびや」に到着した。中1年を置いて、寛永5年4月3日（1628年5月6日）に「りうさ川口」を出港、8月11日（同年9月8日）に長崎に到着した。最初の航海に乗った角倉船は「唐船」で、397人が乗り込んでいた。
2回目の航海は19歳の時、寛永7年10月14日（1630年11月18日）に出港、翌寛永8年2月6日（1631年3月8日）にシャム国に到着した。2回目の航海に乗った船はオランダ人「やようす」の船である。この「やようす」はヤン・ヨーステンを指すとみなされる（ただし、後述のように史実との間には大きな齟齬がある）。「おらんださよ船」という船で、384人が乗り組み、船頭は「びとうと市右衛門」という長崎の者であった。寛永9年8月6日（1632年9月19日）に長崎に帰国。帰国時に徳兵衛は21歳となっていた。

#### 航路と地理

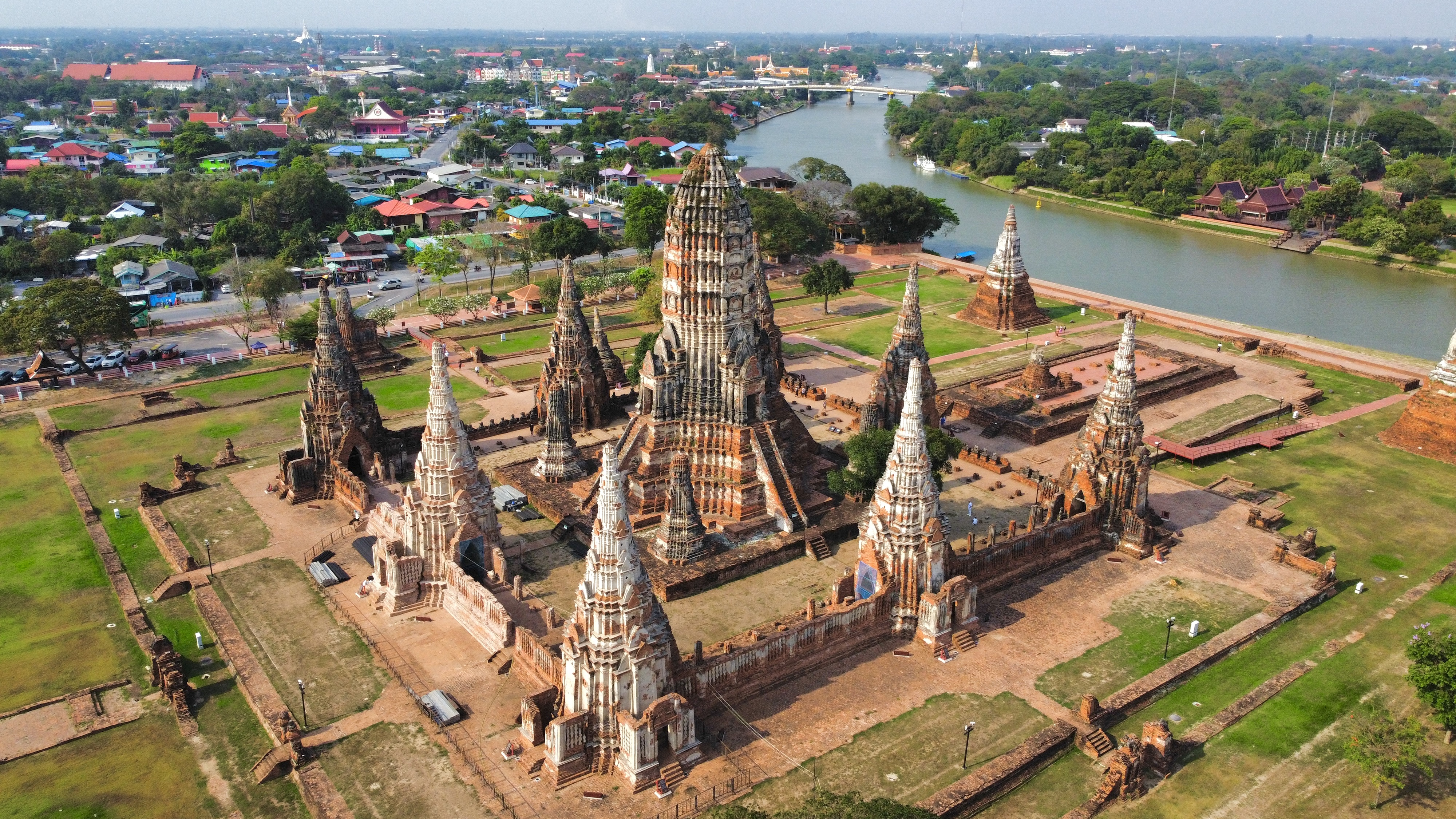
アユタヤの仏教遺跡のひとつ（アユタヤ歴史公園のワットチャイワッタナラーム）

渡航譚には、日本から「まかた国」までの航路とその周辺地域の地名や距離などが記されている。長崎から女島・男島（男女群島）を経て「たかさんく」（台湾）まで南下、西へ転じて「阿万川」（あまかわ。マカオ）に至る。ここまでは北斗七星を頼りに航海していたが、ここより先は「大くるす・小くるす」と呼ばれる星（ニセ十字と南十字星ではないかとされる）を頼りに航海することになる。
「なんきん（中国）ととんきん（ベトナム）の堺」には「ひようのはな」という場所がある。「ひようのはな」の南には「万里が瀬」という瀬があり、「じやがたら」の近くまで続いているとの記載がある。
「ひようのはな」を過ぎると、「かうち（交趾）のとろんが嶽」を望み（徳兵衛はここが達磨の出生地であると記す）、「ちゅんば（チャンパ、占城）のくわろう（島）」、「かほうちや（カンボジア）のほるこんとうろ（島）」、「しゃむのいも嶋」を経由して「まがた国」の「りうさ川」（流沙川。チャオプラヤー川）の河口に到達する。河口から3里遡ったところに「ばんでびや」という城があり、ここで日本から持参した朱印状が点検される。河口から75里遡ったところに、この国の都「大海」（アユタヤ）がある。

#### 「天竺」での見聞

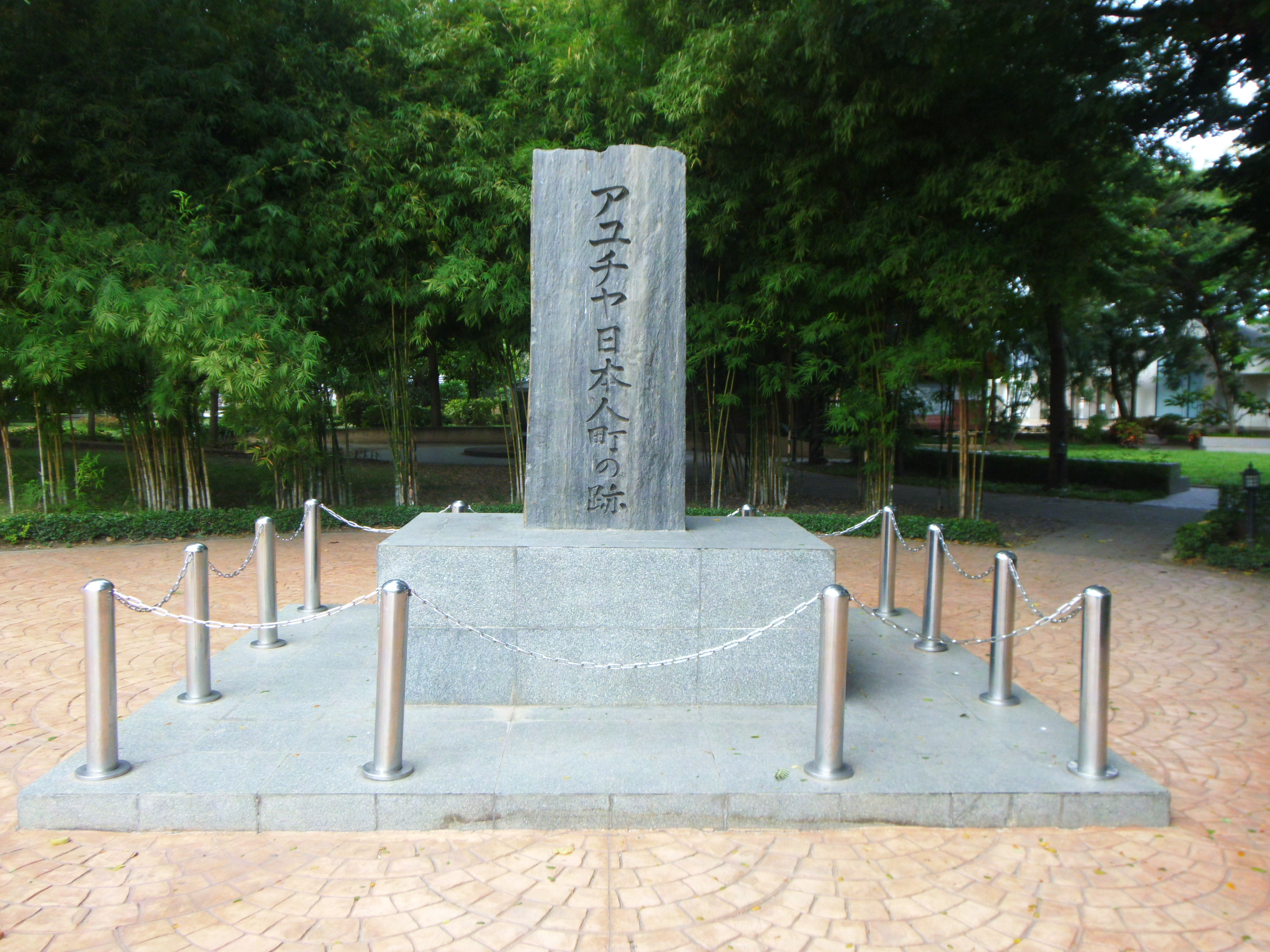
アユタヤ日本人町跡の碑

都（アユタヤ）の付近には「てびやたい」と呼ばれる寺があり、巨大な建物や仏像がある（後述）。徳兵衛は「てびやたい」は「しゅたつ長者」（須達長者。仏典において祇園精舎を寄進した富豪）の屋敷跡であると記している。
前橋清兵衛一行はアユタヤで木下六左衛門という人物のもとに寄宿していた。木下六左衛門は日本では300石取り程度の武士だった人物で、「天竺」では「王帝の御番衆」を務め「大納言の位」にあったといい、「てびやたいの長老」の妹を妻としていた。
また、シャムで「おんふう（左大臣）」の位にあり「おやかうほん（侍大将）」を務めていた「山田仁左衛門」（山田長政）についての消息も伝える。徳兵衛によれば、山田仁左衛門は伊勢山田の人で、御師の代官として江戸に出ていたが、何かの事件に巻き込まれて長崎に逃亡し、そのままシャムまで渡った。シャム国主に頼まれて各地の戦いで手柄を立て、シャムの国主の婿となった。徳兵衛は、のちに山田仁左衛門はシャム国主の跡を継いだらしいという伝聞を記している。徳兵衛の渡航譚は、山田長政についての同時代史料の一つとみなされており、「天竺徳兵衛」と同様に伝説と実像をめぐって議論のある山田長政の研究とも関わることになる。
また徳兵衛は、都から川を遡ったところにある「りやうつ山」（霊鷲山）や、都から800里南西に離れた六昆（リゴール）にも赴いたと記している。六昆では蘇芳や伽羅を産出するなど、見聞した周辺地域の物産の情報も載せる。

#### 帰国とその後
渡航譚末尾には、この文章は「天竺往来」に関する「御尋」に対して、本人が覚えていることを語ったものであると記す。「御尋」を誰が行ったかは明記されていない。その直前には、最初の航海の時の長崎奉行が竹中重義（采女）であったという一文が記されている。渡航後間もない時期に作成した記録や語った記憶をもととして、後年別の何者かによる「御尋」に応えるべく本人か周辺の人物によって作成された可能性がある。
また、渡航譚末尾には、80歳の時に剃髪して「宗心」と号したとも記されている。
徳兵衛は「天竺」から多羅葉（貝葉）を持ち帰り、高砂の十輪寺に納めた。この多羅葉は、徳兵衛の雇い主である前橋清兵衛の現地での宿の主であった木下六左衛門が、「てびやたいの長老」の妹を娶っていた縁で入手したものとされている。十輪寺の多羅葉は、渡航譚において徳兵衛が持ち帰ったことが明記される唯一の物品であるが、明治初年の時点で紛失が報告されているという（その後再発見できたかなどはわからない）。朱印船貿易の研究で知られる歴史学者の川島元次郎は、1915年に十輪寺の貝葉（徳兵衛ゆかりの品とは直接には言及していない）を撮影している。

### 徳兵衛の「天竺」

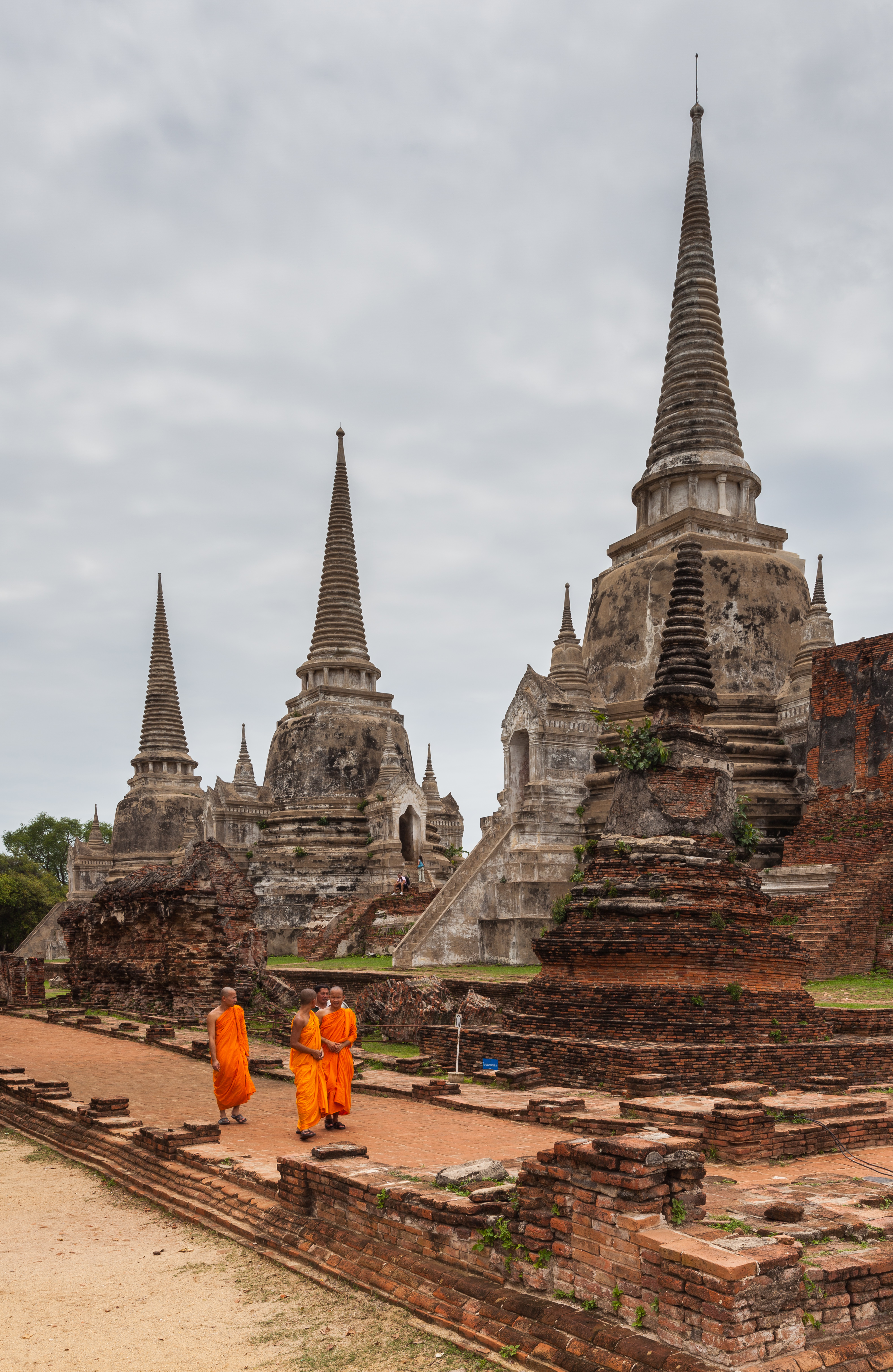
アユタヤのワット・プラシーサンペット。3つの仏塔は、3人の王の遺骨を納めたもの。17世紀初頭には、仏教が盛んな東南アジアを仏教発祥の地「天竺」と捉える認識があった。

「天竺」は一般にインドの異称とされているが、徳兵衛の訪れた「天竺」はインドではなくシャム（現在のタイ、当時はアユタヤ王朝）である。これには、17世紀初頭の日本において、東南アジアが「天竺」と認識されていたことが背景にある。
日本において、「天竺」の概念は仏教とともに広まった。平安時代後期以後、世界は本朝（日本）・震旦（中国）・天竺から構成されるとする世界認識（「三国世界観」と呼ばれる）が生まれ、中国よりも遠くにある地域は漠然と「天竺」と呼ばれるようになった。16世紀半ば、インドに拠点を築いたヨーロッパ人（のちに南蛮人とも呼ばれた）が日本にも到達するようになると、日本においてインドは「いんぢあ」などの地名で把握されるようになり、インド亜大陸と「天竺」は一致しなくなった。インドではすでに仏教が衰退していたこともあり（インドにおける仏教の衰退参照）、仏教の盛んな東南アジアが仏教発祥の地「天竺」であるという認識が強まった。たとえば、16世紀末から17世紀初頭に作成された地図には、インドに「南蛮」、シャム（現在のタイ）付近に「天竺」と地名を記すものも存在する。
元和年間に「交趾国」（現在のベトナム中部）に漂着した茶屋新六（茶屋新六郎）は、ダナンの五行山を達磨大師の生誕地と考えた。カンボジアのアンコール・ワットには、寛永9年（1632年）に訪問した森本一房（右近太夫）をはじめ、日本人参拝者の墨書（落書き）が複数遺されているが、彼らはアンコール・ワットを祇園精舎と信じていた。山田長政が寛永3年（1626年）に静岡の浅間神社に奉納した絵馬には「天竺暹羅国住居」と記されており、山田長政は自分を「天竺」に含まれる「暹羅国（シャム）」に住んでいると認識していた。徳兵衛も『高砂舟頭町徳兵衛天竺へ渡り候物語』に「中天竺の名」として「とんきん」（トンキン）・「かうち」（交趾）・「ちやむは」（チャンパ）・「るすん」（ルソン）・「かほうちや」（カンボジア）の地名を列記している。
徳兵衛は渡航譚の中でシャムを「まかた国」「まがた国」と呼んでいる。マガダ国は仏典にも登場する古代インドの国家であるが、『通航一覧』が引く『華夷一覧志』には、シャム（暹羅）とペグー（琶牛。ペグー王朝のあった下ビルマ地域）は、かつて「マカツタイ」と呼ばれる一つの国であったという認識があり、仏典のマガダ国（摩猲陀国）と同一視していたようである。

## 虚実のあいだの「天竺徳兵衛」

### 生い立ち
渡航譚においては、徳兵衛がどこで生まれ、どのような経緯で前橋清兵衛が船頭を務める角倉船に乗り組むことになったのかは記されていない。
現在の一般的な人名辞典において、天竺徳兵衛は慶長17年（1612年）に播磨国加古郡高砂町（現在の兵庫県高砂市）において生まれたと記されることがある。ただし渡航譚には出生地が明記されているわけではない。
高砂では船頭町の生まれと伝えられており、天竺徳兵衛の屋敷跡の井戸とされるものが昭和期まであった。船頭町自治会館前には「徳兵衛の産湯に用いられた」とされる井戸の旧跡であることと徳兵衛の経歴（タイに渡航し、元禄8年死去）を記した「天竺徳兵衛の生誕地」記念碑が建てられている（高砂みなとまちづくり構想推進協議会の建立）。
高砂で伝えられていることがらによれば、生家は塩問屋で、父の赤穂屋徳兵衛は赤穂出身であるが、塩業に通じていることから領主池田輝政の知遇を得て高砂に移った。のちに「天竺徳兵衛」と呼ばれるその息子は、父とともに京坂を往来する中で、大坂の塩屋道薫のもとに出入りしていた前橋清兵衛と知り合ったのであるという。

### 帰国後の人生
現在の一般的な人名辞典においては、天竺徳兵衛は日本に帰国したのち、大坂の上塩町（大阪市天王寺区）に住み、晩年は剃髪して「宗心」を称した。96歳になった宝永4年（1707年）、海外渡航の記憶をもととして渡航譚を作成し、長崎奉行へ提出したとされる。大坂に住むようになったのは、晩年からともされる。ただし宝永4年（1707年）時点に存命であったとするものは、広く流布したものの虚構性が高くなった宝永4年（1707年）記系統の記述によるものである。
帰国後の徳兵衛は高砂で商家を営み、子孫もいたとされる。天明2年（1782年）、高山彦九郎が播州を旅行し高砂を訪問した際、豪商（塩問屋）で高名な在地知識人でもあった三浦秀緝（号は頴明。三浦迂斎の孫）から、子孫が「天竺屋徳兵衛」の名で続いているという話を聞いて日記に書き記している。文化年間（1804年 - 1818年）に編纂された『播磨名所巡覧図会』によれば、高砂で「赤穂屋」を屋号として「徳兵衛」の名が5代受け継がれたとされる。ただし研究者の小林誠司は、これらの情報が1世紀ほど経過して出現したものとして、懐疑的な見方を示している。
高砂の善立寺は徳兵衛の菩提寺とされ、「宗心」が元禄8年（1695年）8月6日没したとする墓碑が残されている。この墓は「宗心」を含む4人を合祀したもので、享保18年（1733年）以後に建てられたものである。小林誠司は、この墓が建てられたのは「天竺徳兵衛」がすでに有名になった以後であると指摘しており、この墓が実際の徳兵衛と関係するものか、また没日等が正確な情報であるかはわからない。

### 徳兵衛ゆかりの品

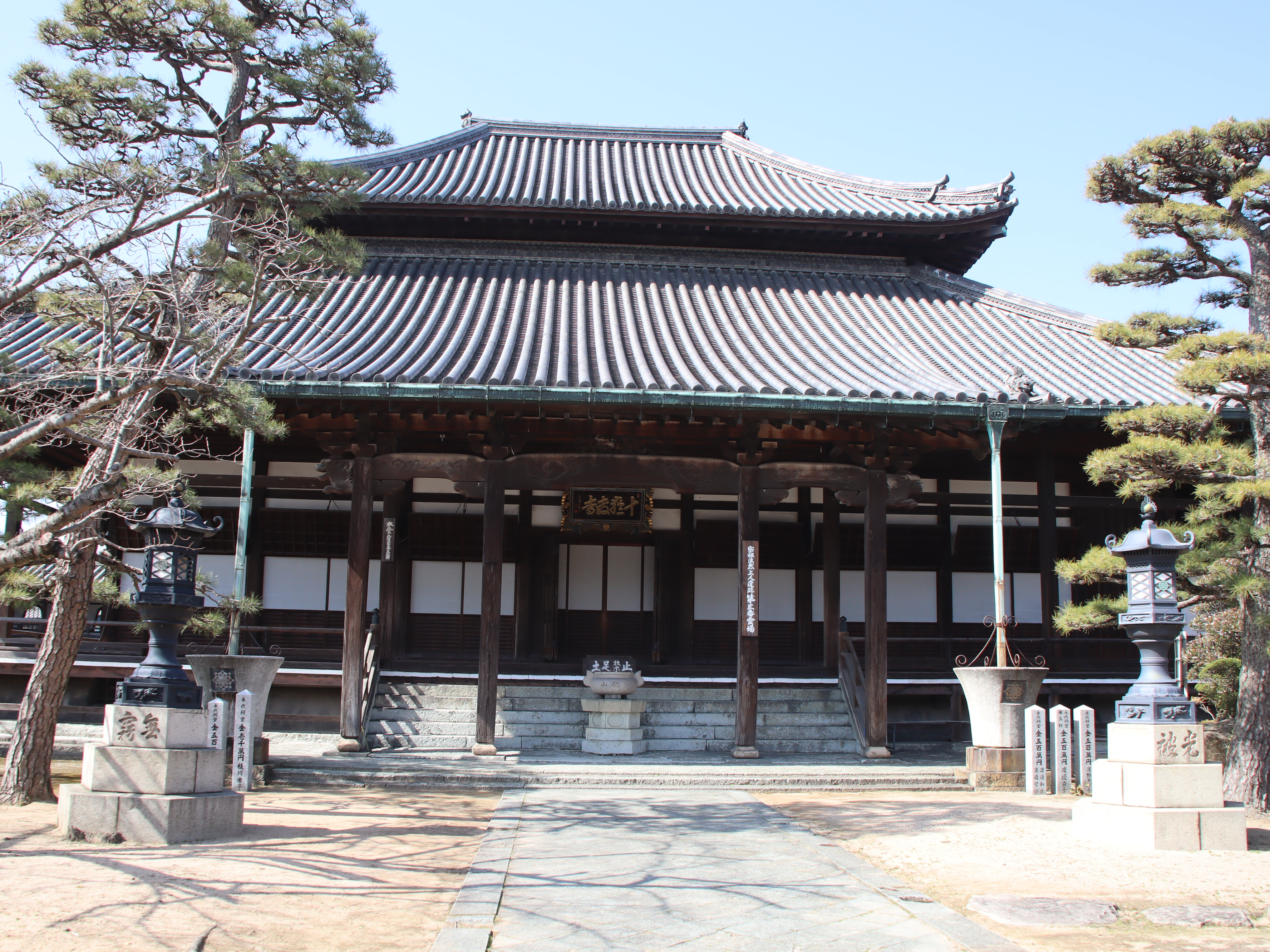
十輪寺（兵庫県高砂市）。徳兵衛が持ち帰った貝葉を奉納したという。

先述の通り、徳兵衛は「天竺」から多羅葉を持ち帰って高砂の十輪寺に奉納したと記しているが、のちにはさまざまな異国の品が天竺徳兵衛ゆかりのものとして語られるようになった。徳兵衛が天竺から持ち帰った多羅葉とされるものは、高砂市域では十輪寺のほか、高砂の善立寺や、伊保の真浄寺にある。山村才助は、徳兵衛が天竺が持ち帰った多羅葉とされるものを大坂の木村蒹葭堂や江戸の本多利明が所有していること、山村本人も本多所蔵のものを大槻玄沢のところで実見したということ、その文字が暹羅国のものであったことを記している。

## 徳兵衛の渡航譚の検討
世間に流布する天竺徳兵衛の渡航譚については、江戸時代から「荒唐無稽」な説が載せられているという評価がなされてきた一方、一概に全てを否定することはできない文書であるという評価が行われてきた。
21世紀に入って以後、多数の写本を比較検討することを通して実在の徳兵衛に迫ろうとする研究が行われている。巻末には「原本」が作成された年が記されるが、その年記は元禄7年（1694年）・元禄15年（1702年）・宝永4年（1707年）の3種類があり、それに応じて内容も系統的に分類ができるという。おおむね、初期のものでは報告記録としての体裁をとっていたものが、「原本」の作成年代がくだるとともに物語性・虚構性を高めていくものと考えられている。

### 元禄7年記のテキストと信憑性

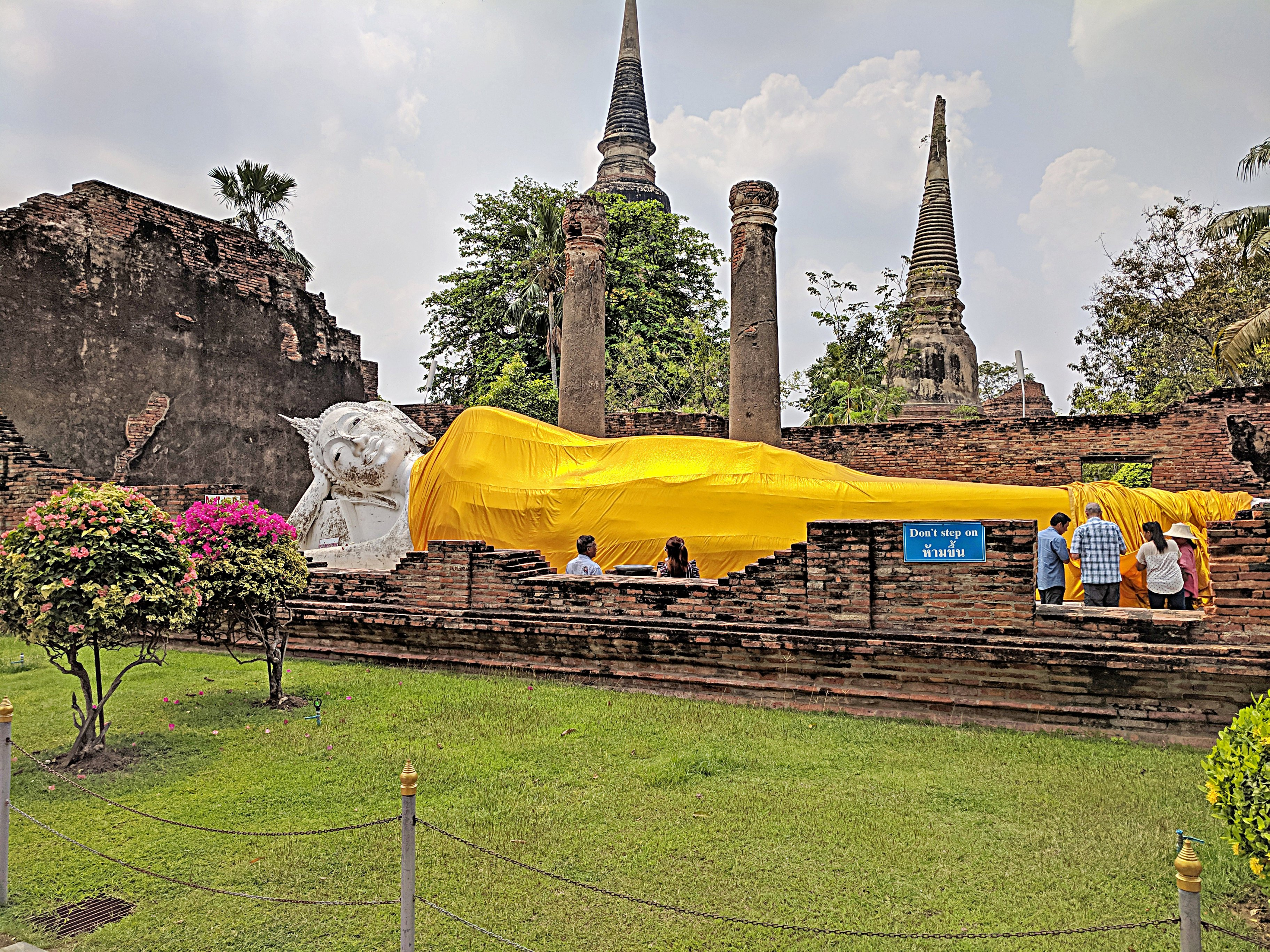
アユタヤのワット・ヤイチャイモンコンにある涅槃像（寝釈迦）。ワット・ヤイチャイモンコンは、ケンペル『日本誌』収録の地図において"Tiampiatai"と記されている。この寺を整備したナレースワン王（在位: 1590年 - 1605年）が涅槃像を造営しているが、現在見られる姿は1960年代の再建という。

もっとも古い年記を持つ元禄7年（1694年）作成とするテキストは、徳兵衛本人による報告書という体裁をとっている。この系統の写本は、新井白石や鍋田三善（岩城平藩中老）が所有していたものが知られ、写本の所有状況を調査した伊藤静香は、おおむね社会上層の限られた人々の間で流通していたとする。ただし、作成年代の古い系統の写本でも、「情報の正確性に難があるといわざるをえない」という評価がある。
たとえば、二度目の航海でその船に乗ったオランダ人の「やようす」は、幕府から知行を与えられ（1000石と記載されている）、長崎と江戸に屋敷があり、江戸の屋敷は「やようすかし」と呼ばれる町にあったという記述から、ヤン・ヨーステンのことを指している。しかし、実際のヤン・ヨーステンは1623年に死去しており、徳兵衛の航海とは齟齬する。「やようすの船」という記述については、「角倉与市殿商船」が角倉の持ち船を示すのと同様に、船の持ち主がヤン・ヨーステンであったことを示し、直接の雇用主でなかったのではないかという解釈も可能ではある。
最初に渡航したときの長崎奉行が竹中重義（竹中采女）と記されているが、これも竹中の任期とは合わない。
渡航譚にはテビヤタイの寺院や仏像の大きさとして異様な数値や情報が示されている。長さ20里ずつの釈迦堂が3つある、立釈迦・居釈迦・寝釈迦の三尊があり寝釈迦の小指の厚さは3間ある、堂の柱は15人が手をつなぐことを15回繰り返してようやく三分程度廻っただけである、堂の軒の内側に幅8間の通り町が3筋あって「釈迦堂町」と呼ばれる、堂の高さが20里あって海の上からも見られる、などである（天竺では6丁を1里と称するとも述べてはおり、単位系が違うことは示唆されている）。これらは荒唐無稽な記述の代表として評判が悪いが、これは『高砂舟頭町徳兵衛天竺へ渡り候物語』にも含まれる記述である。
渡航譚の情報の正確性の難については、渡航から長い時間が経過したことに伴う記憶の混乱と捉えることも、話の誇張性（あるいは創作性）によるものとも捉えることができる。

### 記録から物語へ
伊藤によれば、元禄15年（1702年）記では、「山田長政から伊勢の親族宛の届け物を頼まれた」「天竺人は善光寺を尊崇しているので日本人も尊敬されている」などの内容が加えられ、第三者の手によって「この書付を所の国主（領主）に献上したところ、5人扶持を下された」という記述が加えられているという。『天竺渡海物語』という表題が登場するようになるのも元禄15年（1702年）記の系統からである。

### 異名「天竺徳兵衛」の登場と流布
近世社会に最も広く流布したのは、宝永4年（1707年）の記年を持つ系統の写本である。「天竺徳兵衛」の名が登場するのも、この系統からである。宝永4年（1707年）時点で徳兵衛が存命とされた。この系統では「奇談」が盛り込まれ、末代の話の種にするために記録を作成したとするなど、娯楽性を高めた内容となっているという指摘がある。
内容もバリエーションのあるものとなっており、15歳での天竺初渡航を寛永10年（1633年）とするものや、天竺への渡航回数を1回とするもの、初渡航から「原本」執筆までの年数の記述に矛盾のあるものも存在する。宝永4年記の渡航譚の写本群を分析した金子哲・小林誠司の論文では、複数の人物の事績を「天竺徳兵衛」として統合したためにこのような矛盾が登場したのでないかと推測している。伊藤静香は、江戸時代後期の対外関係の変化を背景として、不合理な奇談を削除して「正しい情報」に修正しようとした試みがあり、年代に様々な記載があるのはその痕跡としている。

### 情報源としての評価の変遷
正徳2年（1712年）に成立した寺島良安の『和漢三才図会』巻六十四には、「播州高砂の船人」（徳兵衛の名は記されていない）が天竺の「摩迦陀国」に渡った話として、『天竺渡海物語』を引用している。正徳3年（1713年）に完成した新井白石の『采覧異言』では、「スイヤム」（現在のタイ）に関する記述について、馬歓（鄭和の遠征の随行者）の『瀛涯勝覧』などを照らし合わしつつ、徳兵衛の記録の一部を採用している。
一方、享和2年（1802年）に西洋からの情報を参照して『訂正増訳采覧異言』を編纂した山村才助は、世上流布している「所謂天竺徳兵衛」の物語について「妄誕甚多し」と否定的な評価を行っている。
江戸時代幕末期に幕府が編纂した『通航一覧』では、シャムについての情報をまとめた巻に「天竺徳兵衛物語」を収録するとともに、角倉船の大きさや乗組員数に関する情報の典拠として用いられており、現代の事典類でも採用されている。

## 歌舞伎の登場人物としての「天竺徳兵衛」

### 「天竺徳兵衛もの（天徳もの）」というジャンル

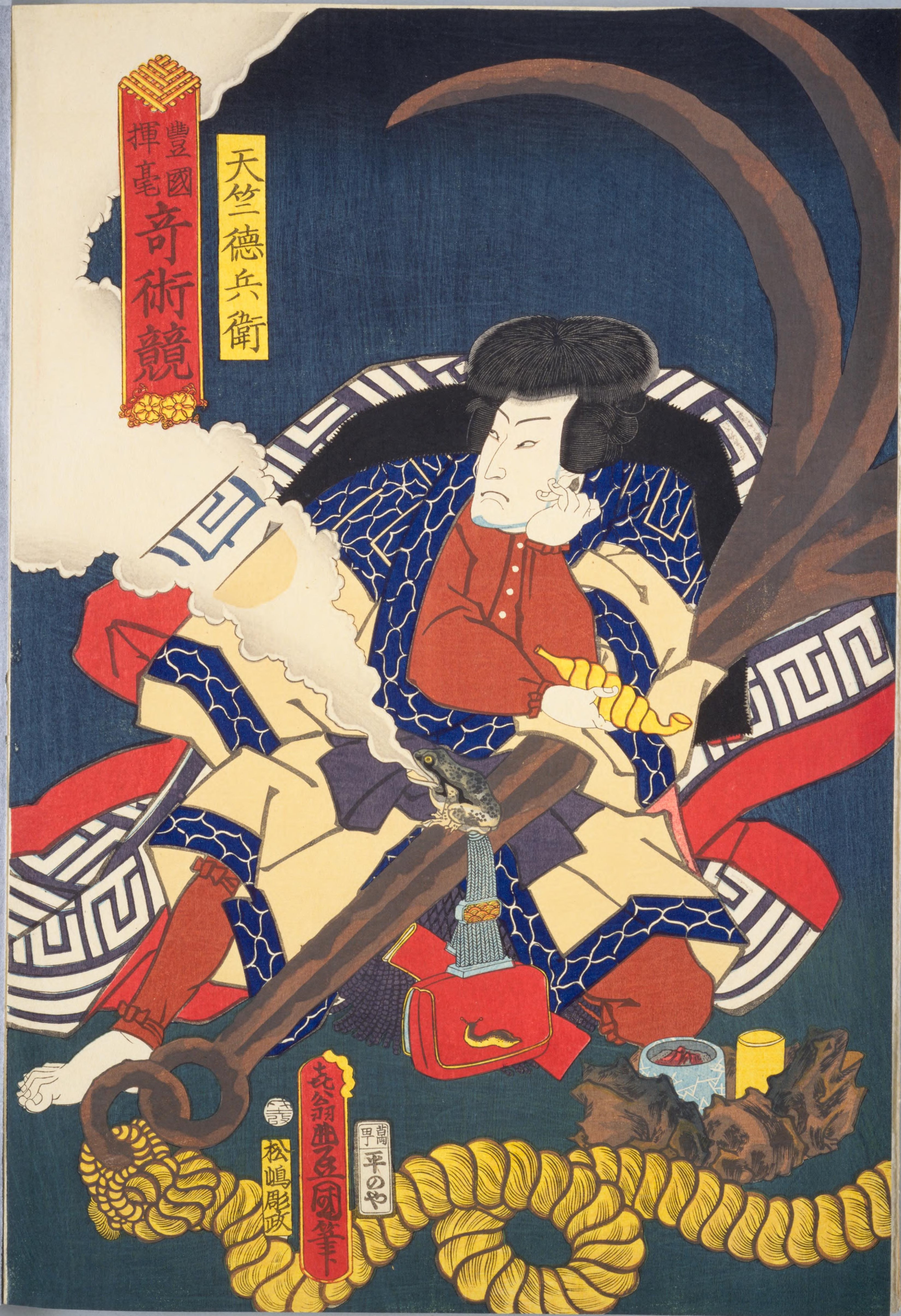
三代目歌川豊国『豊国揮毫奇術競』「天竺徳兵衛」（1862年）。紅毛服（洋服）やアツシなど「異国」の衣装をまとう。

異国のイメージを背負って人口に膾炙した「天竺徳兵衛」は、江戸時代の浄瑠璃や歌舞伎の中で「異国の血を引く、蝦蟇の妖術使いの反逆者」というキャラクター性を付与されて、「天竺徳兵衛もの」（略して「天徳もの」）と呼ばれる一ジャンルを形成した。
「天竺徳兵衛もの」は「国性爺もの」などと並び、江戸時代の日本の大衆文化における異国認識や異国趣味を表すものとして注目される。たとえば徳兵衛は高麗人（ないしは明国人）の血を引くという設定がなされ、徳兵衛の称える呪文には「はらいそ」というキリシタン的語彙などが盛り込まれた。四代目鶴屋南北は徳兵衛にアイヌの衣装であるアツシ（厚司、アットゥシ）を着せ、舶来の珍しい楽器である木琴を演奏させた。
浄瑠璃や歌舞伎には「謀反劇」と呼ばれるジャンルがあるが、日本の転覆や乗っ取りと言うスケールの大きな「謀反」を企む人物には、異国を背景とするキャラクターがしばしば設定された。たとえば安永7年（1778年）に大坂で初演された『金門五山桐』（のちに『楼門五三桐』と呼ばれる）に登場する「此村大炊之助」は真柴久吉に仕える重臣であるが、実は日本への復讐をはかる明の遺臣・宋蘇卿である（その遺児が石川五右衛門という設定）。
江戸時代の歌舞伎には「綯い交ぜ（ないまぜ）」や「書き替え」と呼ばれる、既存の複数の物語（歌舞伎用語の「世界」）を組み合わせたり、既存の物語を下敷きに新たな脚色を加えたりすることで変化をつける（「趣向」とする）創作手法がある。キャラクターの要素が名前と共に抽出され、別の物語に組み込まれることもままあった。「天竺徳兵衛」の変容も、こうした創作の連鎖の上で説明することができる。

### 「蝦蟇の妖術使い」の系譜

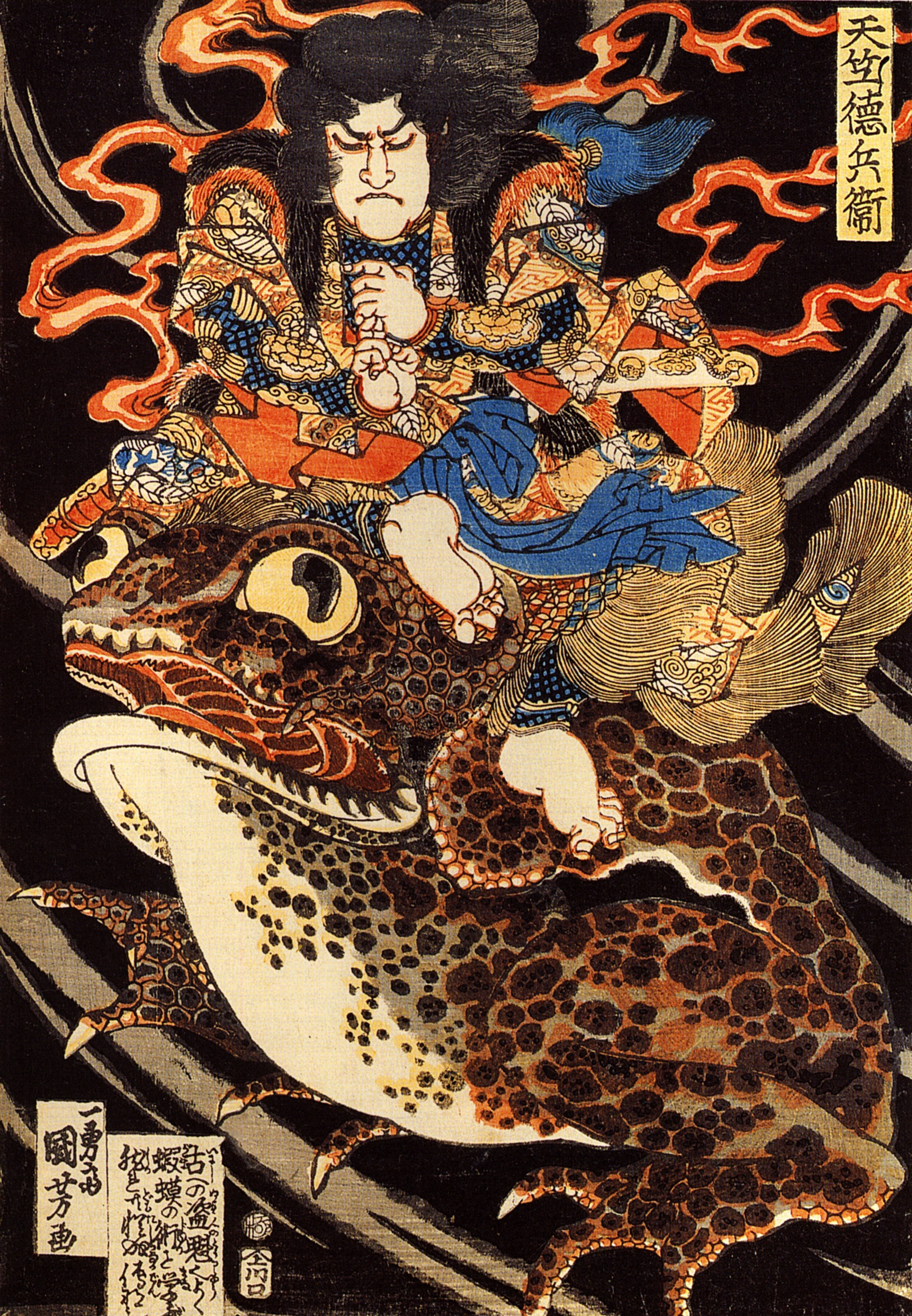
歌川国芳「天竺徳兵衛」（文政末/1825年 - 1830年頃制作）。歌舞伎に登場する、大蝦蟇を使役する妖術使いとしてのイメージ。

日本の民俗的伝承において、グロテスクであると同時に身近な存在でもあるカエルは、さまざまな説話の題材とされてきた（田の神の使いとされることもある）。しかし、カエルを「妖術」とを結び付けた「蝦蟇の妖術使い」のイメージは、中国の蝦蟇仙人の説話（ガマガエルを使役する葛玄や劉海蟾の説話が下敷きであるという）に由来する。
蝦蟇仙人を日本の文芸に取り込んだもっとも早い例は、享保4年（1719年）に初演された近松門左衛門作の浄瑠璃『傾城島原蛙合戦』である。この作品は島原の乱を題材にした「天草軍記もの」に連なる作品で、天草四郎を下敷きにした「七草四郎」というキャラクターが初めて登場した。七草四郎は蝦蟇の妖術を用いて反乱を試みる。歌舞伎における「天竺徳兵衛」の、「蝦蟇の妖術」「異国」「謀反人」の要素の組み合わせは、七草四郎から受け継がれたものである。
なお、後述する『天竺徳兵衛韓噺』で「天竺徳兵衛」の物語が一つの確立を見たあと、「蝦蟇の妖術使い」の物語は「自来也（児雷也）もの」に継承されていくことになる。「自来也」の初出は文化3年（1806年）刊行の感和亭鬼武の『自来也説話』で、この作品の自来也は義賊であった。

### 歌舞伎への「天竺徳兵衛」の登場

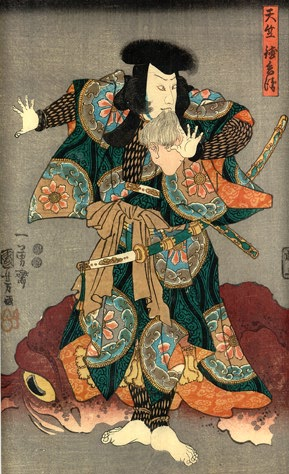
歌川国芳『尾上梅寿一代噺』のうち「天竺徳兵衛」（1847年）。三代目尾上菊五郎が演じる「天竺徳兵衛」。吉岡宗観の首を口から提げている

歌舞伎で「天竺徳兵衛」という役名が確認できる作品としては、元文2年（1737年）に市村座で上演された『源氏雲扇芝』、寛保2年（1742年）に河原崎座で上演された『紅白和曽我』、宝暦5年（1755年）に中村座で上演された『若緑錦曽我』がある。評判記等から間接的にしか内容を知ることができないが、いずれも軽い役と見なされるという。
天竺徳兵衛を主人公とした最初の歌舞伎作品は、宝暦7年（1757年）に大坂で初演された並木正三の『天竺徳兵衛聞書往来』である。この作品において、「天竺徳兵衛」は天竺に漂流した船頭として登場し、異国の見聞を将軍や幕府要職者の前で語る。徳兵衛は、実は「天草にて討死したる高麗の家臣・正林賢」の子であり、復讐のために蝦蟇の妖術を操り日本転覆を狙う「七草四郎」の仮の姿と設定された。
宝暦13年（1763年）には、近松半二・竹本三郎兵衛により浄瑠璃『天竺徳兵衛郷鏡』が著された。近松半二がはじめて立作者として執筆した作品であり、『天竺徳兵衛聞書往来』の影響を受けているが、のちに続く「天竺徳兵衛もの」の基本的な枠組みを作り上げている。本作の「天竺徳兵衛」は天竺に漂流して帰国した船頭で、豊後大友家家老・吉岡宗観の屋敷に招かれて異国の話を語る。吉岡宗観は宝剣「浪切丸」紛失や預かっていた若君の失踪などの責任をとって切腹することになるが、最期に徳兵衛が自分の子の大日丸であること、自分が朝鮮国の臣下「木曽官」であり「国の怨（あだ）」である日本を蝦蟇の妖術で滅ぼすべく渡ってきた者であることを伝える（宝剣は日本転覆に必要なアイテムの一つであり、「浪切丸」も宗観が隠し持っていた）。徳兵衛は父の遺志と蝦蟇の妖術を受け継ぎ、諌止する生母を斬り捨て、父の首を抱いて姿を消す。
明和5年（1768年）には江戸で、『天竺徳兵衛聞書往来』を改作した『天竺徳兵衛故郷取楫』が上演された。

### 鶴屋南北『天竺徳兵衛韓噺』

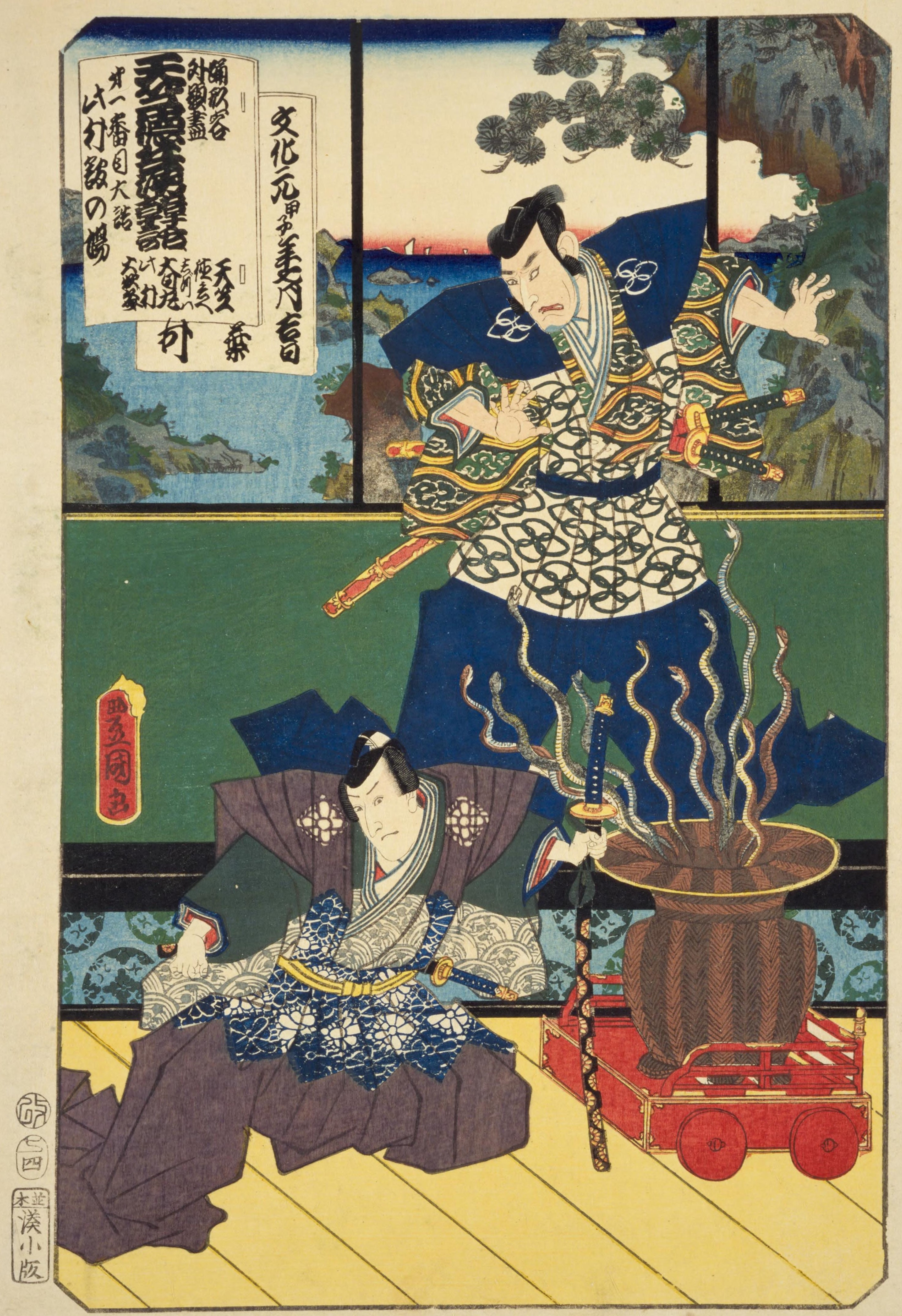
三代目歌川豊国『踊形容外題尽』より「天竺徳兵衛韓話此村館の場」（1857年）。『天竺徳兵衛韓噺』の大詰めで、追い詰められた徳兵衛は池に飛び込んで早替わりを行い、偽の上使になりすまして再登場するが、そこに本物の上使が現れて正体を見破られる（現在も残る「二人上使」の場面）。

文化元年（1804年）7月に上演された四代目鶴屋南北の歌舞伎『天竺徳兵衛韓噺』は「天竺徳兵衛もの」の決定版とも評される。ただし、『天竺徳兵衛韓噺』は初演以来たびたび改変が行われており、初演時の台本は失われている。現在演じられる『天竺徳兵衛韓噺』は、1891年（明治24年）に『音菊天竺徳兵衛』として上演されたものである。
現行の脚本では以下のようなあらすじである。天竺帰りの船頭「天竺徳兵衛」は、佐々木家家老・吉岡宗観の屋敷で異国の見聞を語る。吉岡宗観は宝剣「浪切丸」紛失や預かっていた若君の失踪などの責任をとって切腹するが、最期に徳兵衛が自分の子の大日丸であること、自分が大明国の遺臣「木曽官」であり、日本転覆を目論んでいたことを伝える。徳兵衛は父親から蝦蟇の妖術と日本転覆の遺志を受け継ぐ。
『天竺徳兵衛韓噺』は、大仕掛けの「屋体崩し」や大蝦蟇出現のスペクタクル、舞台上で本水（本物の水）を使用する演出を施した早変わりなど、ケレン味を効かせた作品で、南北の出世作となった。初演時に徳兵衛を演じた尾上松助（松緑）も評判となり、尾上家の家芸となった。現在の作品では架空の室町時代（細川勝元が登場する世界）が時代背景となっているが、初演時には太閤記の世界（真柴久吉が登場する世界）を背景としており、初演時には徳兵衛がなりすました上使の役名は「此村大炊之助」であった（現行脚本では「斯波左衛門義照」）。

### 『韓噺』以後の展開
戯作者の山東京伝は天竺徳兵衛のキャラクター性を気に入ったようであり、天竺徳兵衛を登場させたり、趣向を取り入れたりした作品を複数著している。文化5年（1808年）に著した合巻『敵討天竺徳兵衛』では、天竺徳兵衛が蝦蟇の妖術を使ってお家再興と足利家の打倒を試みる。文化10年（1813年）に著した『へマムシ入道昔話』は、天竺徳兵衛と曽根崎心中（お初・徳兵衛）の綯い交ぜである。
現代では、1982年に歌舞伎座で初演された『天竺徳兵衛新噺』（三代目市川猿之助主演）があり、「猿之助四十八撰」の一つに位置づけられる。この作品は『天竺徳兵衛韓噺』を中心に、同じく南北の『彩入御伽草』から小幡小平次の怪談を取り込んだ作品である。

## デジタルライブラリー

### 写本
- 『高砂舟頭町徳兵衛天竺へ渡り候物語』 - 国立国会図書館デジタルコレクション
  - 「漂流記叢書」96。別題「天竺物語書」。伊藤静香による一覧では「A-1」。

- 『天竺物語』 - 国立国会図書館デジタルコレクション
  - 「漂流記叢書」97。宝暦7年、「飯野村板鳥行宝院」と記す写本。別題「渡天物語」。伊藤静香による一覧では「B'-1」。

- 『天竺物語』 - 国立国会図書館デジタルコレクション
  - 「漂流記叢書」95。延享4年、新宮義珍による写本。内題「播州高砂舩町徳兵衛天竺江渡申物語」。伊藤静香による一覧では「A'-3」。

- 『天竺渡天物語』 - 国立国会図書館デジタルコレクション
  - 「漂流記叢書」94。天明9年、名束氏とある写本。伊藤静香による一覧では「B-6」。

### 活字化されたもの
- 『漂流奇談全集』 - 国立国会図書館デジタルコレクション
  - 石井研堂編校訂、続帝国文庫第22編（博文館、1908年）。活字本。さまざまな近世の漂流体験記の中に「天竺徳兵衛物語」を含む。「数本を合わせて増訂」とある。
- 『通航一覧 第6』 - 国立国会図書館デジタルコレクション
  - 幕末期に幕府が編纂した『通航一覧』の活字本（国書刊行会、1913年）。『通航一覧』巻二百六十七「暹羅国（附六昆・琶牛）部三」に「天竺徳兵衛物語」（および「別本天竺徳兵衛物語」の一部）を収録（該当箇所）